# Turboatom (stanice metra v Charkově)
Turboatom (ukrajinsky Турбоатом), do října 2019 Moskovskyj prospekt (ukrajinsky Московський проспект) je stanice charkovského metra na Cholodnohirsko-Zavodské lince.
Za stanicí se nachází jediné depo linky, Nemyšľanske. Název stanice odkazuje na charkovskou firmu Turboatom vyrábějící turbíny.

## Charakteristika
Stanice je jednolodní mělkého založení, kdy obklad kolejové zdi je z černého labradoritu.
Stanice má dva vestibuly, všechny čtyři východy z vestibulů ústí na prospekt Herojiv Charkova.